# Eugenio Mimica Barassi
Eugenio René Mimica Barassi (Punta Arenas, 4. studenoga 1949. – Santiago de Chile, 27. ožujka 2021.) je čilski pisac hrvatskog i talijanskog podrijetla. Rodom je iz mjesta Mimica. Piše novele i kratke priče.
Dopisni je član Čileanske akademije. Član je Čilske akademije jezika od 1990. godine. Od 1985. do 1987. bio je predsjedavao društvom pisaca Magallanesa.
Na njegov je književni rad utjecalo, prema njegovim riječima, i to što je slušao pripovijesti, zgode i priče koje mu je njegova obitelji pripovijedala. 
O hrvatskom je narodu rekao da "ima nečeg u Hrvata, u njihovu naslijeđu što ih čini ljubiteljima jezika, izražavanja i humanosti. Ima tu nečeg magičnog.".
Hrvatska tematika je dotakla i njegova djela. Prigodom stoljeća dolaska Hrvata u te krajeve napisao je dramu Una dama para Juan kojoj se radnja zbiva u mjestašcu Porveniru, u vrijeme kad su se u nj intenzivno doseljavali Hrvati, početkom 20. st. 
Neka druga njegova djela sadrže njegove potrege za korijenima i prošlošću. 
Indijance ne prikazuje kao manje vrijedne, nego ih prikazuje kao ljude bogate i stare kulturne baštine, kulturne misli, unatoč svim stereotipima. Za ta je prozna djela dobio Nagradu grada Santiaga.
Djela mu sadrže elemente humora. Gradsku sredinu ne prikazuje kao sretnuo. Iz te iste sredine, omiljena su mu tema "iščašeni" ljudi (usporedi kod Hrvata sredozemnog kulturnog kruga: ridikul, oriđinal, lero).

## Djela
- "Comarca Fueguina" (1977.)
- "Los cuatro dueños" (1979., 1991., 2006.) (hrvatski prijevod: Četiri gospodara)
- "¿Quién es quién en las letras chilenas?" (1983.)
- "Travesía sobre la Cordillera Darwin" (1984.)
- "Un adiós al descontento" (1991.)
- "Agenda de Efemérides Magallánicas" (1993., 1995., 1997.)
- "Enclave para dislocados" (1995.)
- "Tierra del Fuego, en días de viento ausente" (2004.)

Santiago mu je dodijelio književnu nagradu 1980. Punta Arenas mu je dodijelio književnu nagradu José Grimaldi Accotto 2000.